# Gustavo Barros Schelotto
Gustavo Barros Schelotto (La Plata, 4 mei 1973) is een voormalig Argentijns profvoetballer en huidig voetbaltrainer. Hij is de tweelingbroer van Guillermo Barros Schelotto
Net zoals zijn broer Guillermo begon hij zijn carrière bij de jeugd van Gimnasia La Plata. Op 4 oktober 1992 maakte hij zijn debuut bij het eerste elftal in een wedstrijd tegen CA Vélez Sarsfield. In 1993 won hij met zijn team de Copa Centenario. In 1996 ging Guillermo voor Boca Juniors spelen en een jaar later volgde Gustavo zijn broer naar de topclub. Hier won hij drie titels, de CONMEBOL Libertadores in 2000 en later dat jaar ook nog de wereldbeker voor clubteams. In januari had hij een kort Europees avontuur bij de Spaanse eersteklasser Villareal, maar al snel keerde hij terug naar Argentinië waar hij in 2001 de titel won met Racing Club. Hierna speelde hij nog voor Rosario Central en terug voor Gimnasia La Plata. Na nog even voor het Peruviaanse Alianza Lima te spelen beëindigde hij zijn carrière in de Amerikaanse USL First Division bij Puerto Rico Islanders. 

## Erelijst
Gimnasia de La Plata
- Copa Centenario de la AFA: 1993

 Boca Juniors
- Primera División: Apertura 1998, Clausura 1999, Apertura 2000
- CONMEBOL Libertadores: 2000
- Wereldbeker voor clubteams: 2000

 Racing Club
- Primera División: Apertura 2001

[[[Categorie:Tweeling]]